# جائزة ماليزيا الكبرى للدراجات النارية 1996
جائزة ماليزيا الكبرى للدراجات النارية 1996 هو سباق دراجات نارية أقيم بتاريخ 31 مارس 1996 في حلبة شاه عالم. كان الجولة الأولى من أصل 15 في سباق الجائزة الكبرى للدراجات النارية موسم 1996. فاز الإيطالي لوكا كادالورا بفئة 500 سي سي بينما جاء البرازيلي أليكس باروس في المركز الثاني وحصل على المركز الثالث الإسباني كارلوس تشيكا.

## وصلات خارجية
- الموقع الرسمي